# العلاقات الأيرلندية السيشلية
العلاقات الأيرلندية السيشلية هي العلاقات الثنائية التي تجمع بين جمهورية أيرلندا وسيشل.

## مقارنة بين البلدين
هذه مقارنة عامة ومرجعية للدولتين:
| وجه المقارنة                                              | جمهورية أيرلندا                                       | سيشل                                                |
| --------------------------------------------------------- | ----------------------------------------------------- | --------------------------------------------------- |
| المساحة (كم2)                                             | 70.27 ألف                                             | 459                                                 |
| عدد السكان (نسمة)                                         | 4.76 مليون                                            | 95.84 ألف                                           |
| الكثافة السكانية (ن./كم²)                                 | 67.74                                                 | 20.88 ألف                                           |
| العاصمة                                                   | دبلن                                                  | فيكتوريا                                            |
| اللغة الرسمية                                             | اللغة الأيرلندية، لغة إنجليزية، الإنجليزية الأيرلندية | لغة فرنسية، لغة إنجليزية، اللغة الكريولية السيشيلية |
| العملة                                                    | جنيه أيرلندي، يورو، عملات اليورو الأيرلندية           | روبية سيشلية                                        |
| الناتج المحلي الإجمالي (بليون دولار)                      | 333.73 مليار                                          | 1.49 مليار                                          |
| الناتج المحلي الإجمالي (تعادل القوة الشرائية) بليون دولار | 318.16 مليار                                          | 2.54 مليار                                          |
| الناتج المحلي الإجمالي الاسمي للفرد دولار أمريكي          | 61.13 ألف                                             | 15.48 ألف                                           |
| الناتج المحلي الإجمالي للفرد دولار أمريكي                 |                                                       | 26.42 ألف                                           |
| مؤشر التنمية البشرية                                      | 0.916                                                 | 0.772                                               |
| رمز المكالمات الدولي                                      | +353                                                  | +248                                                |
| رمز الإنترنت                                              | .ie                                                   | .sc                                                 |
| المنطقة الزمنية                                           | 00، ت ع م+01:00، أوروبا/دبلن ‏                         | ت ع م+04:00                                         |

## منظمات دولية مشتركة
يشترك البلدان في عضوية مجموعة من المنظمات الدولية، منها:
| علم المنظمة | اسم المنظمة                               | تاريخ انضمام جمهورية أيرلندا | تاريخ انضمام سيشل |
| ----------- | ----------------------------------------- | ---------------------------- | ----------------- |
|             | يونسكو                                    | 3 أكتوبر 1961                | 18 أكتوبر 1976    |
|             | وكالة ضمان الاستثمار متعدد الأطراف        | 27 أكتوبر 1989               | 15 سبتمبر 1992    |
|             | الأمم المتحدة                             | 14 ديسمبر 1955               | 21 سبتمبر 1976    |
|             | الفريق المعني برصد الأرض                  | ?                            | ?                 |
|             | الاتحاد البريدي العالمي                   | ?                            | ?                 |
|             | البنك الدولي للإنشاء والتعمير             | 8 أغسطس 1957                 | 29 سبتمبر 1980    |
|             | الاتحاد الدولي للاتصالات                  | 8 ديسمبر 1923                | 17 سبتمبر 1999    |
|             | منظمة حظر الأسلحة الكيميائية              | ?                            | 29 أبريل 1997     |
|             | مؤسسة التمويل الدولية                     | 11 سبتمبر 1958               | 11 يونيو 1981     |
|             | المركز الدولي لتسوية المنازعات الاستشارية | 7 مايو 1981                  | 19 أبريل 1978     |
|             | منظمة الشرطة الجنائية الدولية             | ?                            | 1 سبتمبر 1977     |

## وصلات خارجية
- موقع وزارة الخارجية الأيرلندية
- موقع وزارة الخارجية السيشلية